# Wernliella
Wernliella es un género de foraminífero bentónico de la familia Oberhauserellidae, de la superfamilia Duostominoidea, del suborden Robertinina y del orden Robertinida. Su especie tipo es Wernliella toarcensis. Su rango cronoestratigráfico abarca desde el Rhaetiense (Triásico superior) hasta el Hettangiense (Toarciense inferior).

## Clasificación
Algunas clasificaciones han incluido Wernliella en la superfamilia Rotaliporoidea, del suborden Globigerinina y del orden Globigerinida.
Wernliella incluye a las siguientes especies:
- Wernliella explanata †
- Wernliella toarcensis †